# Aratos de Sicyone
Pour les articles homonymes, voir Aratos.
Sauf précision contraire, les dates de cet article sont sous-entendues « avant l'ère commune », c'est-à-dire « avant Jésus-Christ ».
Aratos, en grec ancien Ἄρατος (271–213 av. J.-C.), est un homme d'État grec né à Sicyone.

## Biographie

### Enfance
Aratos est né en 271 av. J.-C. dans la cité-État de Sicyone, dans le nord du Péloponnèse. Selon le témoignage de Plutarque, Aratos était le fils de Clinias, l'un des deux magistrats, avec Timocleidas, qui faisaient partie du gouvernement de la cité de Sicyone après le renversement du tyran Cléon. À la mort de Timocleidas, le citoyen Abantidas, se proclame tyran de la ville en tuant Clinias en 264. Aratos, qui avait sept ans à l’époque, a réussi à s’échapper et trouva refuge auprès de sa tante  qui, dans la confusion, a pu cacher le garçon jusqu'à la tombée de la nuit, puis le faire passer clandestinement de Sicyone à Argos. Il reçut à Argos chez les hôtes et les amis de son père une éducation libérale. Voyant son corps grandir et devenir robuste, il s'adonna aux exercices de la palestre avec tant de succès qu’il remporta un prix au pentathlon. Plutarque témoigne qu’Aratos a grandi dans la haine des tyrans, qui avaient exterminé sa famille, à tel point qu'à l'âge de vingt ans (251 av. J.-C.), il s'apprêtait à libérer sa ville des tyrans. Durant cette période, le tyran Abantidas est assassiné par deux de ses adversaires, Dinia et Aristote le Dialectique. Le pouvoir fut ensuite pris par le père d'Abantidas, nommé Paséas puis par Nicoclès qui assassina ce dernier en 251.

### Libération de Sicyone
Plutarque, qui s'inspire des Mémoires d'Aratos, rend compte de manière très détaillée de la première entreprise du futur stratège : la libération de sa ville natale du tyran Nicoclès. De bonne heure, Aratos, plein de haine contre les tyrans qui se succèdent à Sicyone songe à libérer sa patrie. Il jouit déjà d’une considération méritée par ses qualités morales qui sont grandes, si bien que Nicoclès se méfie de lui et le fait surveiller secrètement à Argos. En dépit de ces espions qu’Aratos sait habilement duper, les préparatifs les plus minutieux sont faits en vue d’attaquer Sicyone par surprise avec une poignée d’hommes . Aratos et ses compagnons se rendirent d'abord à Némée puis ils se dirigèrent vers Sicyone, dans le but d'atteindre et d'escalader les murs de la ville alors que la lumière était encore faible. Plutarque raconte qu'Aratos s'inquiétait des chiens du jardinier car, bien que très petits, ils étaient particulièrement combatifs et bruyants . Malgré le bruit des chiens, Aratos et un peu plus de quarante de ses compagnons réussirent, sans être vus par les sentinelles, à entrer dans la ville. Atteignant rapidement le quartier général, Aratos et ses hommes prirent par surprise les mercenaires endormis et les capturèrent tous sans effusion de sang. Entre-temps, il faisait maintenant jour et Aratos fit proclamer par le héraut la libération de Sicyone en 251 av. J.-C.

### Stratège de la Ligue achéenne
Aratos, dès sa seconde stratégie (249-2) entreprend d'enlever à Antigone Gonatas l'Acrocorinthe. À ce propos Plutarque, comme il le fait souvent, revient en arrière pour raconter comment le roi de Macédoine s'était lui même emparé de cette citadelle par un habile stratagème, lors des noces de son fils Démétrios. Cet épisode pose divers problèmes aux historiens. Comme pour la libération de Sicyone, Aratos profite d'un renseignement qui lui signale un point faible du rempart. Il s'empare de cette cité en 253, en chassant la garnison macédonienne et fait rentrer Corinthe dans la ligue. Il tente alors pendant près de 20 ans de libérer le Péloponnèse du joug étranger. Il lutte d'abord contre les Étoliens puis s'allie avec eux contre Démétrios II de Macédoine (238). Il fait entrer dans l'alliance contre la Macédoine presque toute la Grèce centrale mais est battu en 233 à Phylacie, près de Tégée, par un des généraux de Démétrios. Abandonné par l'Étolie, il parvient à rétablir la situation diplomatiquement et en 229 fait entrer dans la ligue Argos et Hermione. Mais il se heurte au renouveau spartiate incarné par Cléomène III, qui est largement vainqueur de la ligue en 227 devant Mégalopolis. De 227 à 225, Aratos réussit à déjouer les manœuvres de Cléomène qui cherche à contrôler la Ligue achéenne. La lutte reprend et le roi de Sparte s'empare d'Argos et de Corinthe (225). Aratos s'allie avec Antigone III Doson, devenu roi de Macédoine, qui écrase Cléomène III à Sellasia en 222 et rétablit l'influence de la Macédoine dans tout le Péloponnèse. Aratos est battu une nouvelle fois par les Étoliens en 220 à Caphyes et se retire à la cour de Philippe V de Macédoine. Celui-ci l'aurait fait empoisonner en 213, alors qu'il était retourné à Ægion, dans le Péloponnèse.
Aratos aurait écrit ses mémoires en trente livres, perdues. L'historien aurait dans cette œuvre fait « l'inventaire des choses extravagantes du monde antique ».

## Source antique
- Plutarque, Vie d'Aratos [lire en ligne]
- Polybe, Histoire (Livre III, Chapitre III) [lire en ligne]